# Ramón Montoya Salazar
Ramón Montoya Salazar (Madrid, 2 de noviembre de 1879 - Madrid, 20 de julio de 1949) fue un guitarrista y compositor español gitano de flamenco. Está considerado uno de los pilares fundamentales de la guitarra flamenca».

## Biografía
Ramón Montoya nace en Madrid. El 3 de noviembre de 1879 en la calle Ronda de Toledo
número 4. En la casa del abuelo paterno, en el seno de una familia de tratantes de ganado. Su padre, Aquilino, nació en Ríoseco (Valladolid) y su madre, Juana, en Fregenal de la Sierra,
(Badajoz).
En su infancia dicen que Ramón Montoya tenía tanta habilidad para el manejo de los caballos, que
tal era su destreza, que llegó hasta el punto de hacer algunos números en un circo ambulante
donde le pagaban una peseta diaria.
Y fue en su casa donde escuchó el flamenco, en las fiestas de familia.
De ahí que se aficionara a la guitarra, pues dicen que su padre también tenía una gran afición,
pero que la suya superaba a la de propio padre.
En su casa siempre rondaba alguna guitarra…
Cuenta la familia que el padre le dio un dinero como a la edad de los 12 años aproximadamente,
para pagar un caballo; Ramón Montoya, para sorpresa de este, trajo una guitarra en la mano (de
cual se dice que la compró en un mercadillo), le mostró y le dijo, “mira lo que he comprado…” El
padre medio enfadado y la vez asombrado aceptó su compra…
Fue cuando empezó a practicar solo y por intuición, con las influencias que le rodeaban, sobre
todo de los músicos ciegos de la calle, donde él se fijaba en las posiciones de las manos en el
instrumento. También cuentan que el padre tocaba un poco y le pondría las primeras
variaciones…
Algunas lecciones las recibió de un guitarrista importante de esta época (fue de Miguel Borrul,
1866-1926, Castellón de la Plana).
De otro guitarrista que se influenció, y al que admiraba mucho, fue uno llamado “El Canito”,
posiblemente del que más. De éste Montoya hablaba reconociéndolo como un gran guitarrista de
entonces. Decía Montoya que fue imitando sus filigranas que en él veía y sacando sus falsetas,
que incluso aseguraba tocarlas después de cuarenta años y que aún recordaba sus variaciones.
Es a la edad de 16 años cuando, decididamente, comienza su carrera profesional y lo hace en el
café cantante llamado “El Pez”, donde había actuaciones de baile y cante flamenco, donde
permanecería por tres años. Entonces frecuentaban escritores, intelectuales, artistas, y turistas
atraídos por aquel gran movimiento de esta época…
Seguramente que Ramón Montoya como artista permeable que era supo digerir todo este gran
movimiento cultural.
Es a la edad de 18 años donde Montoya dice tocar la primera vez como concertista, ya empezaba
a destacar en esta faceta…
Continuaría tocando en otros cafés cantantes flamencos de la ciudad: “El Popular”, “El Naranjero”,
“La Cebada” “La Magdalena”, “El Maravillas” “El Café del Gato”, etc.. Entonces era la moda de los
llamados, “Cafés Cantantes”.
En el de “La Marina” permaneció Montoya durante 8 años como primer guitarrista, reivindicando
su faceta como solista de guitarra… Coincidiendo con el mayor auge de este café cantante.
También acompañaba a célebres artistas donde muchos de ellos venían sobre todo de Sevilla.
Esta época es principio del siglo XX y fue ahí donde empezó a desarrollar su actitud creadora, así
como participar en las primeras grabaciones, acompañando a muchísimos cantaores.
Fue en este café donde él creó la Farruca, estilo que llegaría un poco más tarde a calar en la
canción popular española de entonces (lo cual igualmente así la llamaban), y se nota
perfectamente su influencia en lo musical.
Pero su nacimiento fue junto a “Faico” (bailaor flamenco de la época) donde cuentan que este
bailaor logró grandes éxitos con estos bailes en toda Europa y hasta en la Rusia de los zares.
El maestro también creó muchas cosas para el baile Flamenco que nos llegan hasta nuestros días.
Hacia 1905, con 26 años, demostraba ciertas aportaciones técnicas y expresivas… Por ejemplo, el
“picado” hacia arriba y hacia abajo (técnica que se ha convertido en competición entre guitarristas
desde entonces). Un nuevo desarrollo para la guitarra, iniciando una nueva entrada al virtuosismo
en el flamenco.
En 1910 Montoya tiene 30 años y ya estaría consagrado como un genio de la guitarra flamenca.
Por esta fecha comienza las grabaciones para la casa “Gramófono Company”, para la cual firmaría
una exclusiva como tocaor.
En estas fechas es cuando empiezan a comercializarse las primeras grabaciones de discos de
pizarra; entonces un cantaor muy popular es “Juan Breva”, con el cual grabarán grabaciones
históricas, entre algunas, tocando los dos juntos acompañando el cante de Malagueñas, un palo
que este cantaor dominaba de manera prodigiosa…
Grabaría junto a muchísimos cantaores y cantaoras demostrando un gran conocimiento, aportando su
gran personalidad. La lista de cantaores y cantaoras está compuesta por “Juan Breva”, “El Niño de las Marianas”, “Fernando el Herrero”, “La Niña de los Peines”, “El Niño de la Isla”, “Niño de las Marianas”, D. Antonio Chacón, “Angelillo”, José Cepero, “Canario de Colmenar”, Jacinto Almadén, “Chaconcito”, “Niño del Museo”, “Cojo de Madrid”, “Niño Medina”, “Niña de Linares”, Manolo Pavón, “Niño Cabra”, “Aurelio de Cádiz”, “Niño de la Isla”, "Juanillo de la pascuala" , Manuel Escacena, ‘Pena hijo’, “Bernardo
de los Lobitos”, “Centeno”, “Palanca”, “Cojo de Huelva”, “Cojo Luque”, Juan Varea, “Juanito
Mojama”, Pepe Marchena, Juanito Valderrama, “Niña de la Puebla”, “Rebollo”, Manuel Vallejo, etc.
"Acompañando el cante flamenco puede ser, sin duda, el guitarrista que más grabaciones tiene” (Blas Vega).
Está claro que comienza a aportar sus ideas y personalidad donde muestra su gran virtuosismo, el
apoyo al cante, sus melodías justas pero precisas, más cerca del cantaor como diálogo cante-guitarra.
De esta manera empezaba otra forma de acompañar engrandeciendo los términos guitarra y
cante, armonizando el mismo, pues se lo atribuyen a él. Aquí nacen estos conceptos, llegando
a nuestra actualidad…
Ramón Montoya fue guitarrista autodidacta, como muchos de su época… Aprendían de vista, oído,
intuitivamente, y se pasaban de mano a mano en el sentido oral, lo que sabían. Y esto último no
lo hacían todos...
Frecuentaba mucho la guitarrería del gran lutier “Santos Hernández”, el cual fabricó para Montoya
sus dos más célebres guitarras a las que les puso nombre, La Leona del año 1916 y Pepita Jiménez
del 1926. Parece ser que entonces allí se juntaban para sus tertulias, ya que era frecuentada por
otros guitarristas…
Entre ellos el célebre entonces gran guitarrista clásico, “Miguel Llobet”, por el cual Montoya sentía
gran admiración, y se fijaría en él de manera especial... Dicen que Llobet sacaba un sonido a la
guitarra de una desgarradora belleza especial.
Montoya adaptó ciertas técnicas de este universo, derivadas de la escuela de Francisco de Tárrega,
incluyéndolas a su forma y de manera única. Superándose a sí mismo en su propia técnica.
El encuentro con el cantaor Don Antonio Chacón, (Jerez, 1869 - Madrid, 1929), significó ser una de
las más grandes e históricas parejas del arte flamenco en cuanto aportaciones, así como en
riqueza artística.
Hicieron de este arte cada uno en su terreno, así como juntos, una cátedra fundamental para el
Flamenco que nos llega hasta nuestros días.
Chacón y Montoya son reclamados y requeridos para cualquier acontecimiento de índole social,
nacional como homenajes, inauguraciones, bautizos y algunas bodas importantes… También en
audiciones y en el Palacio Real de Madrid, tocando para los reyes en recepciones, etc. Juntos
colaborarían como jurados en el concurso de cante flamenco “Copa Pavón” y en el importante e
histórico “Concurso de Cante Jondo“ celebrado el 13 de julio de 1922 en Granada, organizado por
Miguel Cerón con el apoyo de D. Manuel de Falla, ideado por él con la ayuda de Federico García Lorca.
Tal era el prestigio de Montoya y Chacon en el mundo del flamenco, que en el año 1928 se
celebraría en el Teatro de la Zarzuela (Madrid), nada más y nada menos, un espectáculo presentado
como “Grandioso espectáculo de Cante Jondo”, en el que además sería un concurso de cante y
guitarra. “Copa de oro Chacón para el cante”, y “Copa de oro Ramón Montoya” para el toque. En
dicho certamen están anunciados Antonio Chacon, “Centeno”, “Angelillo", Manuel Torres, Tomás 
Pavón, “Niña de los Peines”, José Cepero, “Niño de Marchena", “El Chata”, y “El Niño Almadén".
Citar también algo importante e histórico es cuando el empresario y actor cómico señor
“Vedrines” se inventa la “Ópera Flamenca”. A Don Antonio Chacón lo presenta como “El pontífice
del cante jondo” y a Ramón Montoya como “El mago de la guitarra” convirtiéndolos en las
principales figuras de dichos espectáculos.
También empezó a utilizar la afinación con la sexta en re mayor como en la “Guajira”, “Farruca”, y
también para su mítica “Rondeña”, donde también baja la tercera cuerda a sol bemol, palo que ha
quedado en el Flamenco como legado suyo de por vida y que, hasta hoy día, es uno de los palos
solistas más atractivos de tocar. Desde “Sabicas", Paco de Lucía y otros más, hasta el día de hoy,
no hay guitarrista que no la toque y que no la tenga en su repertorio, así como en sus
grabaciones.
Ramón Montoya se consagraría en París… Y sería por un proyecto ideado por un alumno suyo,
enamorado por su arte. Él es Mario de Zayas, entonces un renombrado diseñador gráfico. Su hijo
Rodrigo relata la grandísima hazaña de su padre y del maestro en Francia en unas hojas que van
incluidas en el libro de partituras de dicha grabación, “Montoya o el nacimiento de la memoria de
un niño”.
Sería la cumbre artística suya, además de engrandecer la historia de la guitarra flamenca,
consiguiendo tal propósito, la grabación en París en 1936 para el sello B.A.M, exquisito sello
francés, donde hasta la fecha solo grababan músicos clásicos de renombre mundial.
Son 14 obras o 14 toques flamencos, en sus anteriores grabaciones como solista a principios de
siglo pasado en España; Don Ramón Montoya parece no estar muy conforme con los acuerdos y la
calidad.
Esto supuso un gran avance para la guitarra y el flamenco, si cabe, a nivel internacional en cuanto
prestigio se refiere, pues convencer a los críticos de prensa más aferrados entonces en la capital de
arte mundial, París , no sería para nada fácil. Allí lo aclaman como el rey de la guitarra y el gran
portavoz de la música flamenca entonces… Pasaría la guitarra, entonces, de tabernas y colmaos,
cafés cantantes, al terreno de la música culta.
Formaría pareja en diferentes actuaciones internacionales con la famosa y musa de artistas, “La
Argentinita” así como otras, como la “Joselito” “Carmen Salazar” en espectáculos de carácter arte
Español.
Actuaría como consecuencia en otros países, Bélgica, Inglaterra y en Argentina donde allí
cosecharía muchos éxitos, sobre todo en aquel Teatro “Maravillas” donde era un gran escaparate
de artista flamencos llegados desde España. Carmen Amaya, “Los Chavalillos Sevillanos” entre los
más destacados… Harían largas temporadas en este teatro en 1937, hasta un poco más adelante.
En España continuaría como el Rey de la guitarra, donde es el más considerado para escena
musical de entonces. Entonces Don Ramón Montoya, como así lo llamaban sus colegas y el público,
seguiría haciendo actuaciones como solista, acompañando a los grandes cantaores, en
grabaciones en el final de su carrera.
El 20 de julio de 1949 a sus sesenta y nueve años fallece en su casa de Madrid, en la calle
de la Cabeza número 11, Barrio de Lavapiés, donde le harían un multitudinaria despedida al maestro…
Un año más tarde, 1948, en un concierto póstumo en el Teatro Calderón (Madrid) muchos artistas
homenajearan al gran genio de la guitarra, entre ellos Juan Varea, José Cepero, Jacinto Almadén,
Enrique Orozco, y un larguísimo elenco… Era considerado un gran ser humano, bondadoso, fiel de la
ética artística y el compañerismo…
“En la historia de la guitarra flamenca hay que hablar de un antes y un después de
Ramón Montoya. Podemos decir sin temor a exagerar que todo el universo de la
guitarra flamenca gira en torno a él”. (Blas Vega).
En 2019 se publica una biografía, 'El sueño de don Ramón Montoya'.

## Legado
Aquí una lista de grandes guitarristas; nombres de los más grandes solistas que parten de su
escuela:
Agustín Castellón “Sabicas”, “Luis Yance", “Luis Maravillas”, “Perico del Lunar”, “Niño Ricardo”, Justo de Badajoz, Mario Escudero, Esteban de Sanlúcar, Pepe Martínez, Juan Serrano,
Paco Peña, Manuel Cano, Luis Pastor, Locadio Tello, Paco de Lucía, Manolo Sanlúcar, 
Víctor Monge “Serranito”, Niño Miguel, Juan Habichuela, Rafael Riqueni, Gerardo Nuñez, hasta
otros más…

## Aportes al flamenco
En el flamenco tradicional, la guitarra quedaba relegada a un papel secundario en apoyo al cante y el baile, auténticos protagonistas. Montoya fue uno de los primeros en desafiar esta función. Su guitarra se imponía en muchas ocasiones al cantaor. 
Después siguió interpretando sólo con la guitarra, convirtiendo el instrumento de cuerdas en una pieza única con la que acreditaba las facultades y bendiciones de la misma para conciertos.
Fue uno de los guitarristas flamencos más grandes de todos los tiempos, y su maestría abrió las puertas a otros intérpretes posteriores como Sabicas, Paco de Lucía o Tomatito.
Se lo considera el creador del primer palo de concierto solo para la guitarra, la rondeña.